# Ukrainische Fußballnationalmannschaft/Olympische Spiele
Die ukrainische Fußballnationalmannschaft nahm erstmals an der Qualifikation für die Olympischen Spiele in Atlanta teil, konnte sich aber erst 2023 durch die U21-Mannschaft für die Olympischen Spiele 2024 in Paris qualifizieren. Zwischen 1972 und 1988 standen ukrainische Spieler in den Mannschaften der UdSSR, die 1988 die Goldmedaille und 1972, 1976 und 1980 Dritte wurden. Die Erfolge der sowjetischen Mannschaft werden der russischen Mannschaft zugerechnet, die sich bisher aber noch nicht für die Olympischen Spiele qualifizieren konnte.

## Geschichte

### 1956 bis 1992
Die Ukraine war bis 1991 Teil der Sowjetunion, die ab 1952 an den Olympischen Spielen teilnahm. Bei den ersten Teilnahmen an den Fußballturnieren 1952 und 1956 standen keine ukrainischen Spieler im Kader. Beim Gewinn der Bronzemedaille 1972 standen dann erstmals ukrainische Spieler im Kader (Oleh Blochin, Jurij Istomyn, Jurij Jelissjejew, Wolodymyr Kaplytschnyj, Anatolij Kuksow, Wolodymyr Onyschtschenko, Wolodymyr Pilhuj, Wjatscheslaw Semenow, József Szabó). 1976 kamen die meisten sowjetischen Spieler von Dynamo Kiew: Oleh Blochin, Leonid Burjak, Mychajlo Fomenko, Wiktor Kolotow, Anatolij Konkow, Wiktor Matwijenko, Wolodymyr Onyschtschenko, Stefan Reschko, Wiktor Swjahinzew, Wolodymyr Troschkin und Wolodymyr Weremejew. 1980 waren es dann weniger: Sergei Andrejew, Serhij Baltatscha, Wolodymyr Bessonow, Wladimir Pilguy und Sergei Schawlo. 1988 noch Wolodymyr Ljutyj, Oleksij Mychajlytschenko und Wadym Tyschtschenko.

### 1996
- Olympia-Qualifikation:
  - Qualifikation
    - 6. September 1994: Ukraine – Litauen 3:2 (in Kiew)
    - 11. Oktober 1994: Ukraine – Slowenien 1:0 (in Kiew)
    - 12. November 1994: Ukraine – Estland 3:0 (in Kiew)
    - 24. März 1995: Kroatien – Ukraine 1:0 (in Zaprešić)
    - 29. März 1995: Ukraine – Italien 2:1 (in Kiew)
    - 25. April 1995: Estland – Ukraine 2:5 (in Pärnu)
    - 10. Juni 1995: Ukraine – Kroatien 1:1 (in Kiew)
    - 5. September 1995: Litauen – Ukraine 3:3 (in Vilnius)
    - 10. Oktober 1995: Slowenien – Ukraine 0:5 (in Ljubljana)
    - 10. November 1995: Italien – Ukraine 2:1 (in Matera)

Israel verpasst durch die Niederlage im letzten Spiel als Gruppenzweiter hinter Italien das Viertelfinale und kann sich damit nicht für die Olympischen Spiele in Atlanta qualifizieren.

### 2000
- Olympia-Qualifikation:
  - Qualifikation für die U-21-Fußball-Europameisterschaft 2000
    - 4. September 1998: Ukraine – Russland 1:0 (in Kiew)
    - 13. Oktober 1998: Ukraine – Armenien 8:0 (in Kiew, höchster Sieg der ukrainischen U21-Mannschaft)
    - 26. März 1999: Frankreich – Ukraine 4:0 (in Paris)
    - 30. März 1999: Ukraine – Island 5:1 (in Kiew)
    - 8. Juni 1999: Armenien – Ukraine 1:1 (in Gyumri)
    - 3. September 1999: Ukraine – Frankreich 0:0 (in Kiew)
    - 7. September 1999: Island – Ukraine 4:1 (in Akranes)
    - 9. Oktober 1999: Russland – Ukraine 2:0 (in Moskau)

Die Ukraine verpasst als Gruppendritter die Entscheidungsspiele für den Einzug in die Endrunde und kann sich damit nicht für die Olympischen Spiele in Sydney qualifizieren.

### 2004
- Olympia-Qualifikation:
  - Qualifikation für die U-21-Fußball-Europameisterschaft 2004
    - 6. September 2002: Armenien – Ukraine 1:1 (in Abovyan)
    - 11. Oktober 2002: Ukraine – Griechenland 1:1 (in Kiew)
    - 15. Oktober 2002: Nordirland – Ukraine 1:1 (in Ballymena)
    - 28. März 2003: Ukraine – Spanien 0:0 (in Kiew)
    - 6. Juni 2003: Ukraine – Armenien 4:0 (in Tscherwonohrad)
    - 10. Juni 2003: Griechenland – Ukraine 0:0 (in Athen)
    - 5. September 2003: Ukraine – Nordirland 1:0 (in Donezk)
    - 9. September 2003: Spanien – Ukraine 2:0 (in Murcia)

Die Ukraine verpasst als Gruppendritter die Entscheidungsspiele für den Einzug in die Endrunde und kann sich damit nicht für die Olympischen Spiele in Athen qualifizieren.

### 2008
- Olympia-Qualifikation:
  - Qualifikation für die U-21-Fußball-Europameisterschaft 2007:
    - 1. Runde:
      - 16. August 2006: Ukraine – Bulgarien 0:3 (in Kiew)
      - 6. September 2006: Kroatien – Ukraine 1:2 (in Rijeka)

Die Ukraine verpasst als Gruppenzweiter die Entscheidungsspiele für den Einzug in die Endrunde und kann sich nicht für die Olympischen Spiele in Peking qualifizieren.

### 2012
- Olympia-Qualifikation:
  - Qualifikation für die U-21-Fußball-Europameisterschaft 2011:
    - 9. Juni 2009: Ukraine – Malta 1:0 (in Borodjanka)
    - 8. September 2009: Frankreich – Ukraine 2:2 (in Gueugnon)
    - 9. Oktober 2009: Ukraine – Belgien 1:1 (in Kiew)
    - 14. Oktober 2009: Slowenien – Ukraine 0:2 (in Celje)
    - 13. November 2009: Belgien – Ukraine 0:2 (in Sint-Truiden)
    - 29. Mai 2010: Malta – Ukraine 0:3 (in Attard)
    - 3. September 2010: Ukraine – Frankreich 2:2 (in Kiew)
    - 7. September 2010: Ukraine – Slowenien 0:0 (in Kiew) – Die Ukraine qualifiziert sich als Gruppensieger für die Play-offs

  - Play-offs:
    - 9. Oktober 2010: Niederlande – Ukraine 1:3 (in Rotterdam)
    - 12. Oktober 2010: Ukraine – Niederlande 0:2 (in Kiew) – die Ukraine erreicht dank der Auswärtstorregel die Endrunde.

  - Endrunde in Dänemark:
    - 12. Juni 2011: Tschechien – Ukraine 2:1 (in Viborg)
    - 15. Juni 2011: Ukraine – England 0:0 (in Herning)
    - 19. Juni 2011: Ukraine – Spanien 0:3 (in Herning)

Israel verpasst als Gruppenletzter die K.-o.-Runde und kann sich nicht für die Olympischen Spiele in London qualifizieren.

### 2016
- Olympia-Qualifikation:
  - Qualifikation für die U-21-Fußball-Europameisterschaft 2015:
    - 9. September 2013: Ukraine – Kroatien 0:2 (in Lwiw)
    - 14. Oktober 2013: Lettland – Ukraine 1:5 (in Jelgava)
    - 18. November 2013: Schweiz – Ukraine 1:2 (in Thun)
    - 28. Mai 2014: Kroatien – Ukraine 1:1 (in Zagreb)
    - 4. Juni 2014: Liechtenstein – Ukraine 2:5 (in Eschen)
    - 8. Juni 2014: Ukraine – Lettland 2:1 (in Tscherkassy)
    - 4. September 2014: Ukraine – Schweiz 2:0 (in Tscherkassy)
    - 8. September 2014: Ukraine – Liechtenstein 3:0 (in Tscherkassy) – die Ukraine qualifiziert sich als bester Gruppenzweiter für die Play-offs.

  - Play-offs:
    - 10. Oktober 2014: Ukraine – Deutschland 0:3 (in Tscherkassy)
    - 14. Oktober 2014: Deutschland – Ukraine 0:2 (in Essen)

Durch das Verpassen der Endrunde kann sich die Ukraine nicht für die Spiele in Rio de Janeiro qualifizieren.

### 2021
- Olympia-Qualifikation:
  - Qualifikation für die U-21-Fußball-Europameisterschaft 2019:
    - 1. September 2017: Lettland – Ukraine 1:1 (in Jelgava)
    - 5. September 2017: Andorra – Ukraine 0:6 (in Andorra la Vella)
    - 10. Oktober 2017: Ukraine – Niederlande 1:1 (in Kiew)
    - 10. November 2017: Ukraine – England 0:2 (in Kiew)
    - 14. November 2017: Schottland – Ukraine 0:2 (in Perth)
    - 27. März 2018: England – Ukraine 2:1 (in Sheffield)
    - 7. September 2018: Ukraine – Lettland 3:2 (in Kiew)
    - 11. September 2018: Ukraine – Andorra 1:0 (in Kiew)
    - 12. Oktober 2018: Ukraine – Schottland 3:1 (in Kiew)
    - 16. Oktober 2018: Niederlande – Ukraine 3:0 (in Doetinchem)

Die Ukraine verpasst als Dritter die Endrunde und damit die Olympischen Spiele in Tokio.

### 2024
- Olympia-Qualifikation:
  - Qualifikation für die U-21-Fußball-Europameisterschaft 2023:
    - 03. Sep. 2021: Serbien – Ukraine 0:1 (in Stara Pazova)
    - 07. Sep. 2021: Ukraine – Armenien 2:1 (in Kowaliwka)
    - 08. Okt. 2021: Frankreich – Ukraine 5:0 (in Brest, höchste Niederlage der ukrainischen U21-Mannschaft)
    - 12. Okt. 2021: Ukraine – Färöer 1:0 (in Saporischschja)
    - 11. Nov. 2021: Nordmazedonien – Ukraine 1:1 (in Skopje)
    - 16. Nov. 2021: Ukraine – Serbien 2:1 (in Lwiw)
    - 01. Juni 2022: Färöer – Ukraine 0:4 (in Tórshavn)
    - 05. Juni 2022: Ukraine – Nordmazedonien 4:0 (in Istanbul, Türkei 1)
    - 09. Juni 2022: Ukraine – Frankreich 3:3 (in Istanbul, Türkei 1)
    - 12. Juni 2021: Armenien – Ukraine 0:2 (in Jerewan) – Die Ukraine qualifiziert sich als Gruppenzweiter für die Endrunde

Anmerkung: 
- - Endrunde in Rumänien und Georgien:
    - Gruppenspiele in Bukarest:
      - 21. Juni 2023: Ukraine – Kroatien 2:0
      - 24. Juni 2023: Rumänien – Ukraine 0:1

    - 28. Juni 2023: Spanien – Ukraine 2:2 – die Ukraine qualifiziert sich aufgrund eines weniger erzielten Tores als Gruppenzweite für die K.-o.- Runde
    - K.-o.-Runde:
      - Viertelfinale, 2. Juli 2023: Frankreich – Ukraine 1:3 (in Cluj-Napoca) – die Ukraine qualifiziert sich für die Olympischen Spiele
      - Halbfinale, 5. Juli 2023: Spanien – Ukraine 5:1 (in Bukarest)

#### Olympische Spiele in Paris
Bei der Auslosung am 20. März 2024 war die Ukraine zusammen mit der erstmals für die Olympischen Spiele qualifizierten Mannschaft der Dominikanische Republik, Israel und dem Sieger des Play-offs zwischen den Vierten der CAF- und AFC-Qualifikation Topf 4 zugeordnet und durfte nicht in die Gruppe mit Gastgeber Frankreich gelost werden. Gegner sind Argentinien, Marokko und der Irak, der sich nach der Auslosung in der AFC-Qualifikation noch qualifizieren musste und dort den 3. Platz belegte. Spielberechtigt waren Spieler, die nach dem 31. Dezember 2000 geboren wurden, plus drei ältere Spieler.
- Vorrunde:
  - 24. Juli 2024 um 21:00 Uhr MESZ in Lyon: Irak – Ukraine 2:1 (0:0)
  - 27. Juli 2024 um 17:00 Uhr MESZ in Saint-Étienne : Ukraine – Marokko 2:1 (1:0)
  - 30. Juli 2024 um 17:00 MESZ in Lyon: Ukraine – Argentinien 0:2 (0:0) – als Gruppendritter ausgeschieden

## Trainer
- Alexander Ponomarjow (1972)
- Walerij Lobanowskyj (1976)
- Anatoli Fjodorowitsch Byschowez (1988)
- Ruslan Rotan (2024)

## Beste Torschützen
- Oleh Blochin 1972 (6), 1976 (1) (7 Tore für die UdSSR)
- Sergei Wassiljewitsch Andrejew 1980, Oleksij Mychajlytschenko (1988) (5 Tore für die UdSSR)
- Wjatscheslaw Semenow 1972 (3 Tore für die UdSSR)
- Wiktor Kolotov 1976 (2 Tore für die UdSSR)
- Jurij Jelissjejew, József Szabó 1972, Wiktor Swjahinzew Wolodymyr Veremeyev 1976, Wolodymyr Bessonow 1980 (je 1 Tor für die UdSSR), Ihor Krasnopir, Dmytro Kryskiw, Walentyn Rubtschynskyj (alle 2024)